# Eurocentrismo
(Thomas Babington Macaulay, 2 febbraio 1835)
L'eurocentrismo è la  tendenza, esistente soprattutto in passato, a considerare l'Europa come centro politico, culturale ed economico del mondo. L'eurocentrismo può essere oggi più correttamente classificato come un esempio di etnocentrismo, ovvero una pratica, più o meno conscia, di esaltazione del ruolo storico e culturale dell'Europa e, più in generale, della civiltà occidentale rispetto a quella di altre aree del mondo.
Tale tendenza ha portato, soprattutto nei secoli scorsi, a ritenere la civiltà europea come intrinsecamente superiore alle altre; tale convinzione veniva rafforzata dall'evidenza dell'egemonia politica, militare e tecnologica, su tutto il globo, da parte delle principali nazioni europee, in particolare all'apice del periodo coloniale. L'eurocentrismo influenzò inoltre la lettura della storia culturale e sociale degli altri popoli non europei attraverso modelli e principi tipicamente europei.
Con la fine della seconda guerra mondiale, con la crescita di importanza di altre aree del mondo come l'America e l'Asia, l'Europa, consapevole di aver ormai perso l'egemonia culturale e politica planetaria, ha cominciato a rivalutare ed archiviare questa visione eurocentrica del globo in favore di una visione storico-politica meno basata su principi meramente europei.